# إيفرت مارشال
إيفرت مارشال (بالإنجليزية: Everett Marshall)‏ هو مصارع محترف أمريكي، ولد في 4 نوفمبر 1905 في لا جونتا في الولايات المتحدة، وتوفي في 10 فبراير 1973.

## روابط خارجية
- إيفرت مارشال على موقع CageMatch worker (الإنجليزية)
- إيفرت مارشال على موقع قاعدة بيانات المصارعة على الإنترنت (الإنجليزية)
- إيفرت مارشال على موقع قاعة كولورادو للمشاهير الرياضية (الإنجليزية)